# Tony Ganios
Tony Ganios (Brooklyn, 21 ottobre 1959 – New York, 18 febbraio 2024) è stato un attore statunitense, noto soprattutto per aver interpretato il ruolo di Anthony "Pilone" Tuperello in Porky's.

## Biografia
Di origini greche, Tony Ganios nacque a New York, precisamente a Brooklyn il 21 ottobre 1959. Esordì come attore nel 1979 nel film di Philip Kaufman The Wanderers - I nuovi guerrieri. Nel 1981 recitò al fianco di John Belushi in Chiamami aquila, nello stesso anno conobbe la popolarità grazie al ruolo dello studente superdotato Anthony "Pilone" Tupperello nella commedia giovanilistica Porky's - Questi pazzi pazzi porcelloni!.
Ricoprì il ruolo di Pilone anche nei successivi sequel Porky's II - Il giorno dopo e Porky's III - La rivincita!.
Con l'amico Ken Wahl, recitò nella serie televisiva Wiseguy e nel film Rapina del secolo a Beverly Hills. Dopo aver preso parte ai film 58 minuti per morire - Die Harder e Sol levante, pose fine alla sua carriera di attore.
Morì a New York a causa di un infarto il 18 febbraio 2024, all'età di 64 anni, dopo essere stato ricoverato in ospedale per un'infezione alla colonna vertebrale.

## Filmografia parziale
- The Wanderers - I nuovi guerrieri (The Wanderers), regia di Philip Kaufman (1979)
- Chiamami aquila (Continental Divide), regia di Michael Apted (1981)
- Porky's - Questi pazzi pazzi porcelloni! (Porky's), regia di Bob Clark (1981)
- Porky's II - Il giorno dopo (Porky's II: The Next Day), regia di Bob Clark (1983)
- Porky's III - La rivincita! (Porky's Revenge), regia di James Komack (1985)
- 58 minuti per morire - Die Harder (Die Hard 2), regia di Renny Harlin (1990)
- Sol Levante (Rising Sun), regia di Philip Kaufman (1993)